# Medisterkorv

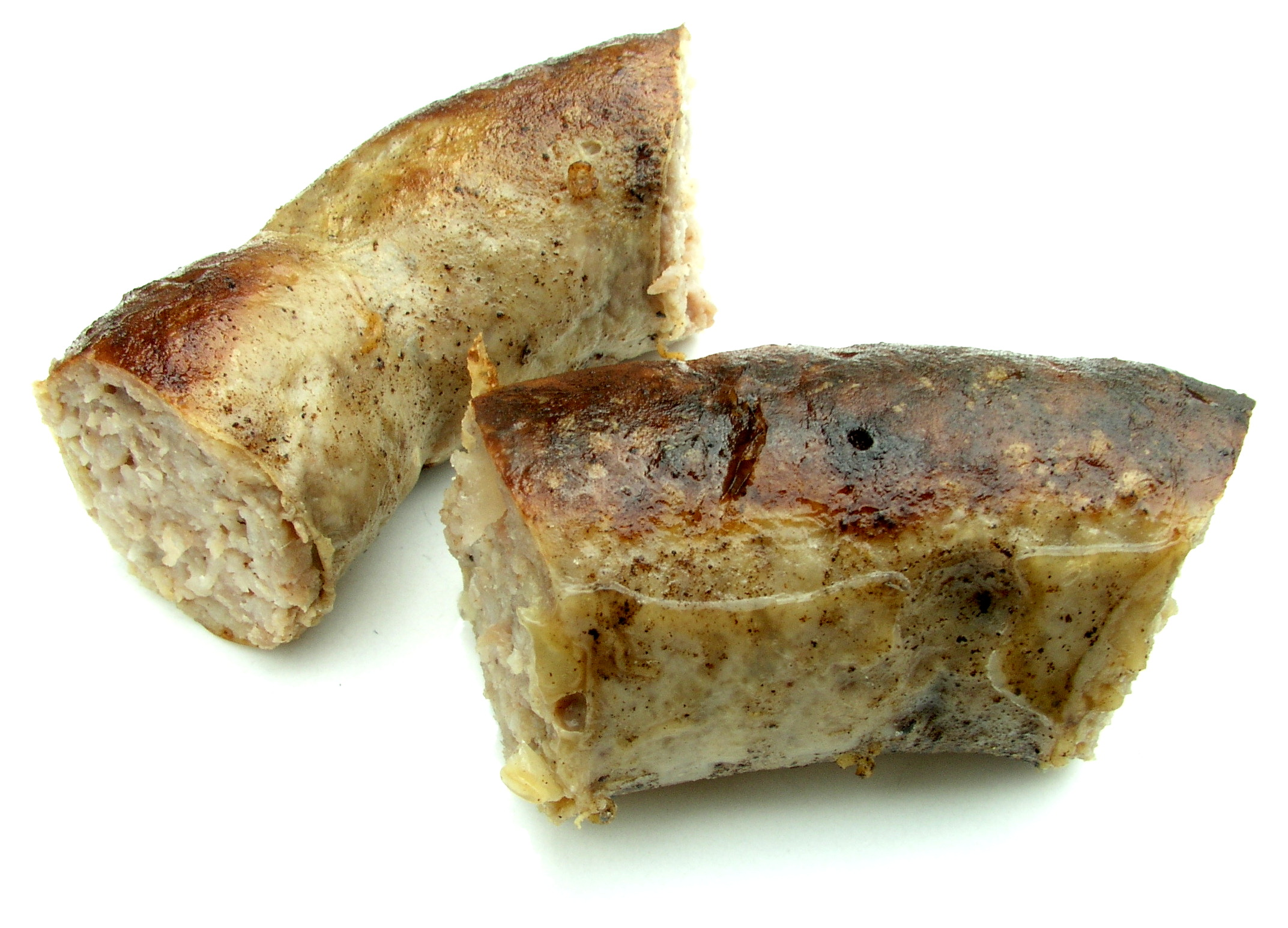
Stekt medisterkorv av klassisk typ (medisterpølse).

Medisterkorv är en rökt korv och köttprodukt. Den påminner om falukorv och förekommer främst i Skåne, Norge och Danmark. Jämfört med falukorven är medisterkorven något smalare. Köttfärsen är grövre och fetthalten är något lägre. Namnet kommer av tyskans Met, vilket ungefär betyder magert svinkött (jämför medvurst), och svenskans ister.
Den kallades tidigare  mettisterkorff och nämns i biskop Brasks hushållningsbok från 1500-talet. Klassisk mettisterkorff var en smakrik fläskkorv stoppad i korvskinn, vanligen lindad till en ring. Korven säljs i Danmark under namnet medisterpølse.
Svensk medisterkorv var tidigare namnskyddad och skulle innehålla minst 40 % kött. Reglerna upphörde år 2002 när Sverige blev medlem av  EU.